# Tom Sherak
Thomas Mitchell Sherak (ur. 22 czerwca 1945 w Brooklynie, zm. 28 stycznia 2014 w Calabasas) – amerykański producent filmowy, prezydent Amerykańskiej Akademii Filmowej w latach 2009–2010. Został ponownie wybrany na drugą kadencję w sierpniu 2010. W 2012 jego następcą został Hawk Koch.